# دریاچه خیارغاس
دریاچه خیارغاس (به لاتین: Khyargas Nuur) یک دریاچه در مغولستان است که در استان اووس واقع شده‌است.